# Okręty desantowe typu Iwo Jima
Okręty desantowe typu Iwo Jima – amerykańskie okręty desantowe, które zaczęły wchodzić do służby w 1961. Zbudowano 7 okrętów. Okręty klasyfikowane są także jako śmigłowcowce desantowe.

## Historia
W połowie lat 50. XX wieku w Stanach Zjednoczonych rozpoczęto program przebudowy starszych jednostek na śmigłowcowce desantowe. Przebudowie poddano m.in. trzy lotniskowce typu Essex. Równolegle z przebudową starszych okrętów rozpoczęły się prace nad nowymi jednostkami tego typu. Głównym zadaniem nowo projektowanych jednostek było dostarczenie za pomocą śmigłowców pokładowych desantu na atakowane pozycje.
Środki przeznaczone na pierwszy okręt serii zostały uwzględnione w budżecie obronnym na rok 1958. Budowa pierwszego okrętu USS "Iwo Jima" rozpoczęła się 2 kwietnia 1959 w stoczni Puget Sound. Wodowanie nastąpiło 17 września 1960, wejście do służby 26 sierpnia 1961. Ostatni okręt serii USS "Inchon" wszedł do służby 20 czerwca 1970.
Wycofywanie okrętów ze służby rozpoczęło się w 1992. Ostatnią jednostkę wycofano ze służby w 2002.

## Okręty
- USS Iwo Jima (LPH-2) – rozpoczęcie budowy 2 kwietnia 1959, wodowanie 17 września 1960, wejście do służby 26 sierpnia 1961. W październiku 1990 w rejonie siłowni okrętowej doszło do wypływu pary wodnej, w wyniku czego zginęło dziesięciu członków załogi. Okręt wycofano ze służby 14 lipca 1993, złomowano 1995
- USS Okinawa (LPH-3) – rozpoczęcie budowy 1 kwietnia 1960, wodowanie 19 sierpnia 1960, wejście do służby 14 kwietnia 1962. Okręt wycofano ze służby 17 grudnia 1992. 6 czerwca 2002 w roli okrętu celu został wielokrotnie trafiony pociskami rakietowymi Maverick i Harpoon. Następnie został zatopiony przez torpedę wystrzeloną z okrętu podwodnego USS "Portsmouth"
- USS Guadalcanal (LPH-4) – rozpoczęcie budowy 1 września 1961, wodowanie 16 marca 1963, wejście do służby 20 lipca 1963. Okręt wycofano ze służby 31 sierpnia 1994. Zatopiony jako okręt-cel w marcu 2005
- USS Guam (LPH-9) – rozpoczęcie budowy 15 listopada 1962, wodowanie 22 sierpnia 1964, wejście do służby 16 stycznia 1965. Okręt wycofano ze służby 25 sierpnia 1998. Zatopiony jako okręt-cel 16 października 2001
- USS Tripoli (LPH-10) – rozpoczęcie budowy 15 czerwca 1964, wodowanie 31 lipca 1965, wejście do służby 6 sierpnia 1966. 18 lutego 1991 okręt wszedł na minę w rejonie Zatoki Perskiej. Okręt wycofano ze służby 15 września 1995
- New Orleans (LPH-11) – rozpoczęcie budowy 1 marca 1966, wodowanie 3 lutego 1968, wejście do służby 16 listopada 1968. Okręt wycofano ze służby 31 października 1997
- Inchon (LPH-12) – rozpoczęcie budowy 8 kwietnia 1968, wodowanie 24 maja 1969, wejście do służby 20 czerwca 1970. Okręt wycofano ze służby 20 czerwca 2002. Zatopiony jako okręt-cel 5 grudnia 2004